# Sînziana Popescu
 (février 2021).
La mise en forme du texte ne suit pas les recommandations de Wikipédia : il faut le « wikifier ».
Les points d'amélioration suivants sont les cas les plus fréquents :
- Les titres sont pré-formatés par le logiciel. Ils ne sont ni en capitales, ni en gras.
- Le texte ne doit pas être écrit en capitales (les noms de famille non plus), ni en gras, ni en italique, ni en « petit »…
- Le gras n'est utilisé que pour surligner le titre de l'article dans l'introduction, une seule fois.
- L'italique est rarement utilisé : mots en langue étrangère, titres d'œuvres, noms de bateaux, etc.
- Les citations ne sont pas en italique mais en corps de texte normal. Elles sont entourées par des guillemets français : « et ».
- Les listes à puces sont à éviter, des paragraphes rédigés étant largement préférés. Les tableaux sont à réserver à la présentation de données structurées (résultats, etc.).
- Les appels de note de bas de page (petits chiffres en exposant, introduits par l'outil «  Source ») sont à placer entre la fin de phrase et le point final[comme ça].
- Les liens internes (vers d'autres articles de Wikipédia) sont à choisir avec parcimonie. Créez des liens vers des articles approfondissant le sujet. Les termes génériques sans rapport avec le sujet sont à éviter, ainsi que les répétitions de liens vers un même terme.
- Les liens externes sont à placer uniquement dans une section « Liens externes », à la fin de l'article. Ces liens sont à choisir avec parcimonie suivant les règles définies. Si un lien sert de source à l'article, son insertion dans le texte est à faire par les notes de bas de page.
- La présentation des références doit suivre les conventions bibliographiques. Il est recommandé d'utiliser les modèles {{Ouvrage}}, {{Chapitre}}, {{Article}}, {{Lien web}} et/ou {{Bibliographie}}. Le mode d'édition visuel peut mettre en forme automatiquement les références.
- Insérer une infobox (cadre d'informations à droite) n'est pas obligatoire pour parachever la mise en page.

Pour une aide détaillée, merci de consulter Aide:Wikification.
Si vous pensez que ces points ont été résolus, vous pouvez retirer ce bandeau et améliorer la mise en forme d'un autre article.
Pour les articles homonymes, voir Popescu.
Sînziana Popescu (née le 25 janvier 1972 à Târgu Mureș) est une auteure et dramaturge Roumaine qui écrit pour les enfants et les jeunes. Elle a fait ses débuts en littérature durant ses années étudiantes, avec un scénario de télévision. Elle a été diplômée de l'Université de Médecine et de Pharmacie de Târgu Mureș en 1997. Après avoir obtenu son diplôme universitaire et après avoir fini son année de stage, elle a alors travaillé principalement comme journaliste de santé pour des revues spécialisées ou pour des publications de vulgarisation scientifique.
En parallèle, elle a poursuivi son activité littéraire, étant l'auteure de plusieurs pièces de théâtre pour enfants, récompensées lors de concours organisés par le Ministère de la Culture et des Cultes, la Radiodiffusion Roumaine, le Théâtre Gulliver à Galați ou le Théâtre Ion Creangă à Bucarest.
De plus, depuis 2002, Sînziana Popescu a créé ou contribué à la création de scénarios pour des séries télévisées pour Prima TV, Pro TV ou Acasă TV.

## Activité littéraire
Dans la saison 1997-1998, une pièce de théâtre de Sînziana Popescu - La vie comme histoire ou Miracle - est présentée au Théâtre National de Târgu Mureș, mise en scène par Kincses Elemer. À peine un an auparavant, le texte avait reçu le prix de dramaturgie pour enfants au Concours original de dramaturgie « Camil Petrescu », 3e édition, 1996.
D'autres pièces portant la signature de l'auteur - Glisser dans une prune, L'amour d'un iceberg, Le Seigneur de chocolat, ainsi que La vie comme une histoire, la version radio - sont produites et diffusées par le National Théâtre Radio. Ainsi, en 1999, lors de la première édition du Concours de scénarisation radio organisé par la Radiodiffusion roumaine, Sînziana Popescu a remporté deux prix : le premier prix dans la section théâtre pour enfants, avec le scénario Glisser dans une prune, produit plus tard dans la saison 2000-2001,  réalisé par Mircea Albulescu, et troisième prix de la section théâtre pour adultes, avec le texte L'amour d'un iceberg, également mis en scène au Théâtre National de la Radio, au cours de la même saison, sous la direction du metteur en scène Mihai Lungeanu. Glisser dans une prune est aussi le début en volume de Sînziana Popescu, la pièce étant publiée dans l'anthologie théâtrale de l'Association des écrivains de Bucarest.
En 2002, Sînziana Popescu fait partie de l'équipe de scénaristes de la première série dramatique de la Roumanie post-décembre - Dans la famille, produite par Prima TV. Puis, en 2003, le court métrage Des héros et des mouches, écrit par Sînziana Popescu, a reçu le Diplôme du Mérite de l'Union des Producteurs de Cinéma et d'Audiovisuel de Roumanie et a produit le court métrage du même nom réalisé par Didona Pantazi. Le film est présenté au festival CineMaIubit.
En 2005, dans le cadre du Concours de Dramaturgie organisé par l'Association des Écrivains de Bucarest et le Théâtre Galați, à l'occasion du Festival International de Marionnettes « Gulliver », le texte Le Seigneur de Chocolat reçoit le Grand Prix.
En 2007, le texte Quand les jouets disent au revoir, portant la signature du même auteur, a remporté le premier prix du concours de théâtre organisé par le Théâtre Ion Creanga de Bucarest, dans le cadre du Festival International de Théâtre pour Enfants. La première officielle du spectacle, dirigée par Attila Vizauer, a lieu le 21 novembre 2008, le spectacle étant inclus dans la saison 2008-2009 du Théâtre Ion Creanga de Bucarest.
En août 2008, Sînziana Popescu publie à la maison d'édition Mediamorphosis le premier volume de la série Andilandi, Le voyage de Vlad vers l'au-delà, un fantasy pour enfants et adolescents ayant pour personnages principaux les figures les plus importantes de la mythologie roumaine : iele, morts-vivants, dragons, messieurs, salomoniens, ogres, géants, chevaux à pouvoirs magiques... En octobre de la même année, il lance la collection de pièces de théâtre pour enfants Théâtre pour les petits, grands, petits et petits.

## Spectacles et scénarios
- La vie comme une histoire, le Théâtre National de Târgu Mureș, saison 1997-1998 (réalisé par Kincses Elemer) et le Théâtre National de la Radio, saison 1999-2000 (mise en scène par Mihai Lungeanu)
- Glisser dans une prune, Théâtre National de la Radio, saison 2000-2001 (metteur en scène Mircea Albulescu)
- L'amour d'un iceberg, National Radio Theatre, saison 2000-2001 (réalisé par Mihai Lungeanu)
- Le Seigneur de chocolat, National Radio Theatre, saison 2002-2003 (mise en scène par Mihai Lungeanu)
- À propos des héros et des mouches, court métrage, 2004 (réalisé par Didona Pantazi)
- Le pauvre et le riche, série télévisée, 2006 (produite par MediaPro Pictures pour Pro TV)[3]
- Docteurs de mères, série télévisée, 2008 (produite par Promance pour Home TV)[5]
- Quand les jouets disent au revoir, Théâtre Ion Creangă, saison 2008-2009 (mise en scène par Atilla Vizauer)

## Volumes publiés
- Théâtre pour les fans : grand, petit et petit, Maison d'édition Liternet, 2005 - un volume électronique qui ne regroupe que les pièces La vie comme une histoire et Glisser dans une prune
- Le voyage de Vlad vers l'au-delà, Maison d'édition Mediamorphosis, 2008 - le premier volume de la série Andilandi
- Théâtre pour les petits : grands, petits et plus petits, Maison d'édition Mediamorphosis, 2008 - une vaste collection qui comprend les textes La vie comme une histoire, Quand les jouets racontent l'histoire, Glisser dans une prune et Le Seigneur de chocolat
- L'aventure des jumeaux au-delà de « Poiana Vie », Maison d'édition Mediamorphosis, 2009 - le deuxième volume de la série Andilandi